# Nilusi
Nilusi, pseudonimo di Nilusi Nissanka (Parigi, 12 febbraio 2000), è una cantante francese, con origini cingalesi.

## Biografia
Nasce a Parigi, in Francia da genitori cingalesi. Ha anche un fratello maggiore di nome Suranga.

## Carriera
Inizia a cantare già all'età di 2 anni. Nel gennaio 2014 partecipa con Tal a L'École des fans, vincendo poi la gara con due voti a favore. Nel 2015 entra a far parte del gruppo francese Kids United che lascia nel novembre 2017 annunciando di voler cominciare una carriera da solista.
Nel luglio 2019 partecipa come concorrente allo show televisivo Je suis une célébrité, sortez-moi de là !.

## Discografia

### Album in studio
- 2015 - Un monde Meilleur[4]
- 2016 - Tout le bonheur du monde
- 2017 - Forever United
- 2017 - Chante la vie chante
- 2017 - Sardou et nous...
- 2020 - Confinée
- 2020 - Humanoïde

### Album dal vivo
- 2017 - Le Live

### Singoli
- 2017 - Stop The Rain (Ft. Nemo Schiffman)
- 2019 - Je Veux
- 2019 - Au-Delà
- 2019 - Droit Vers Demain
- 2019 - Amertume
- 2020 - À des vies de toi
- 2020 - L.A.
- 2020 - Petite âme
- 2020 - Solo
- 2021 - J'aime ça

## Filmografia

### Televisione
- Profiling (Profilage) - serie TV, 10 episodi (2017)

## Doppiatrici italiane
- Mariagrazia Cerullo in Profiling